# 2023年白沙瓦清真寺爆炸案
2023年白沙瓦清真寺爆炸案，是指2023年1月30日下午1點30分左右，巴基斯坦開伯爾-普什圖省白沙瓦市警局區的一座清真寺發生自殺式爆炸事件。襲擊者在穆斯林午間的祖爾祈禱期間引爆炸彈，造成至少101人死亡，221人受傷，其中27人傷勢嚴重。自由人黨現任埃米爾和巴基斯坦塔利班運動領導委員會成員奧馬爾·穆卡拉姆·庫拉薩尼（Omar Mukaram Khurasani）聲稱對爆炸事件負責。

## 背景
2004年，伊斯蘭主義者襲擊巴基斯坦的西北部，其後演變成伊斯蘭叛亂分子與巴基斯坦政府之間的戰爭。戰爭在2017年減弱為低級別衝突。巴基斯坦西北部開伯爾-普什圖省的首府和最大城市白沙瓦曾發生多起叛亂襲擊事件。其中包括2013年、2015年和2022年對清真寺的襲擊。

## 襲擊
2023年1月30日下午1時30分左右，炸彈襲擊者在清真寺內院引爆身上的自殺式炸彈背心，引起了強烈的爆炸，導致清真寺的屋頂倒塌。造成至少101人死亡、221人受傷，死者中有97名警察，3名平民。當時炸彈襲擊者站在祈禱者的第一排。一名在襲擊中倖存下來的警察說，在他被一團黑色的灰塵包圍之前，他看到了“巨大的火焰爆發”。
巴基斯坦警方在採取多重安全措施，但襲擊者仍可進入清真寺。而襲擊者身上攜帶10到12公斤的爆炸物。白沙瓦警察局長穆罕默德伊賈茲汗表示，該地區有300至400名警察。
這座清真寺位於一個戒備森嚴的大院內，該大院內設有省警察部隊總部和反恐部門。估計當時清真寺內至少約260人。爆炸發生在白沙瓦市政府區的警戒線路上。90%的傷亡人員是警察。

## 肇事者
最初有報道稱，2022年8月在阿富汗被暗殺的巴基斯坦塔利班運動指揮官奧馬爾·哈立德·霍拉薩尼的一個兄弟表示，這次爆炸是對其兄弟「報復性襲擊」，但其後巴基斯坦塔利班運動發言人穆罕默德·庫拉薩尼（Muhammad Khurasani）否認參與此次襲擊。該發言人表示，他們的政策不是針對清真寺。
襲擊發生後，自由人黨現任埃米爾和巴基斯坦塔利班運動領導委員會成員奧馬爾·穆卡拉姆·庫拉薩尼（Omar Mukaram Khurasani）聲稱對此次爆炸事件負責。他表示，實施爆炸是為2022年8月在阿富汗遇害的奧馬爾·哈立德·霍拉薩尼報仇。
來自巴基斯坦塔利班運動Mohamand分會的Sarbakaf Mohmand表示，襲擊者的名字叫Huzaifa，今年25歲，並且他們將很快發布攻擊者的照片以及更多細節。然而，巴基斯坦塔利班運動的發言人沒有對該組織官員早些時候發表的聲明發表評論，例如Sarbakaf Mohmahd和Omar Mukaram Khurasani，他們聲稱對爆炸事件負責。
据巴基斯坦媒体当地时间2月2日报道，巴基斯坦警方透露，嫌疑人案发时身穿警察制服。

### 分析
巴基斯坦塔利班運動是在阿富汗-巴基斯坦邊境活動的各種伊斯蘭武裝恐怖組織的傘式組織。美國媒體《長期戰爭雜誌》指出，巴基斯坦塔利班運動的自由人黨派系當然有可能在其上級組織不知情和未批准的情況下發動自殺式襲擊，但考慮到巴基斯坦塔利班運動的組織以及這2個團體的歷史，更有可能的是巴基斯坦塔利班運動知道這次攻擊並且無論如何都否認參與。《長期戰爭雜誌》進一步補充說，巴基斯坦塔利班運動可能依賴於這樣一個事實，即巴基斯坦塔利班運動中央領導層與其各個派系之間的關係複雜且經常令人困惑。

## 後續
巴基斯坦政府和國家衛生官員已採取措施應對情況，包括呼籲為受害者捐血。對這次襲擊的調查正在進行中。

## 反應

### 國內
- 巴基斯坦總理夏巴茲·謝里夫譴責這次襲擊，稱襲擊與伊斯蘭教格格不入，整個巴基斯坦都反對「恐怖主義的威脅」。[26]
- 前總理伊姆蘭·汗亦譴責爆炸事件，並表示：「我們必須改進我們的情報收集工作，並為我們的警察部隊配備適當的裝備，以打擊日益增長的恐怖主義威脅。」[27]

許多巴基斯坦名人譴責了這次爆炸事件，包括哈姆扎·阿里·阿巴西、納西姆·沙阿、卡姆蘭·阿克馬爾、穆罕默德·哈菲茲、艾哈邁德·謝赫扎德、巴巴爾·阿扎姆、阿德南·西迪基和莎芭·卡瑪。

### 國際
- 美国駐巴基斯坦大使館表示「向恐怖襲擊事件的受害者家屬表示最深切的哀悼」。[13]

- 欧洲联盟「強烈譴責」這次襲擊，對生命損失表示哀悼，並希望傷者早日康復。[17]

- 沙烏地阿拉伯外交部表示，該國拒絕「以禮拜場所為目標、恐嚇民眾和流無辜者的鮮血」。無論動機或理由如何，面對暴力、極端主義和恐怖主義，它都與巴基斯坦站在一起。[29]

- 加拿大總理賈斯汀·杜魯多表示，「加拿大人強烈譴責針對白沙瓦禮拜者的令人發指的恐怖襲擊」。[30]

- 印度外交部發言人阿林達姆·巴奇（英语：Arindam Bagchi）在Twitter上表示「印度對昨天在白沙瓦發生的恐怖襲擊事件的遇難者家屬表示深切哀悼。我們強烈譴責這次奪走這麼多人生命的襲擊事件。」[31]

- 中共中央总书记、国家主席习近平向巴基斯坦总统阿里夫·阿尔維致慰问电，表示“向遇难者表示深切哀悼，向伤者和遇难者家属致以诚挚慰问”。国务院总理李克强向巴基斯坦总理夏巴兹·谢里夫致慰问电。[32]